# جی والاس
جی والاس (به انگلیسی: Ji Wallace) ژیمناست زادهٔ ۲۳ ژوئن ۱۹۷۷ میلادی اهل کشور استرالیا است.